# 로빈 로버츠 (뉴스 진행자)
로빈 로버츠(Robin Roberts, 1960년 11월 23일 ~ )는 미국의 뉴스 캐스터이다.

## 같이 보기
- 아침 정보 프로그램